# 黑翅帚齒非鯽
黑翅帚齒非鯽，為輻鰭魚綱鱸形目隆頭魚亞目慈鯛科的其中一種，分布於非洲加彭、赤道幾內亞、剛果民主共和國沿岸淡水、半鹹水流域，體長可達18公分，棲息在水底，生活習性不明。

## 擴展閱讀
維基物種上的相關：黑翅帚齒非鯽